# Теон-Ніла-Серуа
Тео́н-Ніла́-Серу́а (індонез. Teon Nila Serua) — один з 14 районів округу Центральне Малуку провінції Малуку у складі Індонезії. Розташований у центральній частині острова Серам. Адміністративний центр — село Лієні.

## Адміністративний поділ
До складу району входять 17 сіл:
| Населений пункт     | Населення, осіб (2010) |
| ------------------- | ---------------------- |
| Аметх, село         | 512                    |
| Бумей, село         | 617                    |
| Вару, село          | 1021                   |
| Ватлудан, село      | 1036                   |
| Вотай, село         | 687                    |
| Джерілі, село       | 1092                   |
| Ісу, село           | 868                    |
| Кокроман, село      | 337                    |
| Куралеле, село      | 455                    |
| Лаєні, село         | 2271                   |
| Леслуру, село       | 451                    |
| Меса, село          | 744                    |
| Накупья, село       | 526                    |
| Сіфлуру, село       | 487                    |
| Трана, село         | 530                    |
| Упт-Тонетанах, село | 647                    |
| Усліапан, село      | 576                    |